# Aleksej Širov
Aleksej Dmitrievič Širov (in russo Алексей Дмитриевич Широв?, in lettone Aleksejs Širovs; Riga, 4 luglio 1972) è uno scacchista spagnolo, già lettone e di origine sovietica, Grande maestro.
Divenne Grande Maestro a 18 anni nel 1990 dopo essere arrivato secondo nel campionato del mondo juniores (under-20) di Santiago del Cile.
Širov ha partecipato a tutte le olimpiadi degli scacchi dal 1992 al 2016 (cinque con la Lettonia e sei con la Spagna) ad eccezione del 2002, realizzando complessivamente +57 =54 –20 .
Nel 1994 si sposò con l'argentina Veronica Álvarez e si trasferì in Spagna a Tarragona. Prese la cittadinanza spagnola e da allora gioca per la Spagna in tutte le competizioni. Dal 2001 al 2007 è stato sposato con la WGM lituana Viktorija Čmilytė, dalla quale ha avuto due figli.
Nel 1995 è passato dalla federazione spagnola a partire da quella lettone, nel 2011 è tornato in quella lettone e nel 2018 nuovamente in quella spagnola .
Ha vinto per due volte il Campionato spagnolo di scacchi, nel 2002 e nel 2019.
Širov è noto per il suo gioco molto combinativo e rivolto sempre all'attacco, che ricorda quello del suo concittadino Michail Tal', dal quale prese alcune lezioni in gioventù. È anche un apprezzato autore di testi scacchistici.
Ha ottenuto il suo miglior punteggio Elo nella Classifica del gennaio 2008 con 2775 punti, primo tra i giocatori del suo paese (in quel periodo la Spagna) e numero 7 al mondo.

## Candidato al titolo mondiale
Nel 1998 era quarto al mondo nella classifica Elo e giocò un match con Kramnik per determinare lo sfidante di Kasparov per il campionato del mondo PCA (Professional Chess Association). Širov vinse il match +2 –0 =7, ma il match con Kasparov non si giocò per mancanza di fondi. In seguito Kasparov giocò invece con Kramnik, e Širov protestò dichiarando il match non valido.
Nel 2000 partecipò al campionato del mondo FIDE, che si giocò in due fasi a Nuova Delhi e Teheran. Arrivò alla finale, ma perse contro Viswanathan Anand (+0 =1 –3).
Nel 2007 partecipa al torneo dei candidati di Ėlista. Vince al primo turno con Michael Adams, ma viene eliminato nel secondo turno (+0 –1 =5) da Lewon Aronyan.

## Risultati di torneo
- 1988: vince il campionato del mondo Under-16 di Timișoara
- 1990: 2º nel campionato del mondo juniores (Under-20) di Santiago del Cile, dietro a Ilya Gurevich
- 1991: 1º al torneo di Biel
- 1997: =1º con Topalov a Madrid; 1º a Ter Apel
- 1998: 1º nel torneo Melody Amber di Monte Carlo
- 2000: 1º a Mérida
- 2004 e 2005: 1º nel "Keres Memorial" di Tallinn
- 2009: in maggio vince il torneo a doppio turno M-Tel Masters di Sofia (cat. 21, media Elo 2754) con 6,5/10
- 2017: in marzo vince un torneo Mikhail Tal Memorial a Jūrmala nella cadenza blitz con 9,5 punti e che non è legato ai precedenti tornei russi disputati in precedenza.[3].In maggio vince il Campionato tedesco a squadre con il OSG Baden-Baden.[4]
- 2018: in maggio vince ancora il Campionato tedesco a squadre con il OSG Baden-Baden .[5] In dicembre vince ad Arica il torneo internazionale.[6]
- 2019: in agosto vince a Lund la CellaVision Chess Cup,[7][8] e a Pontevedra il VII Torneo Internazionale Città di Pontevedra.[9] In dicembre vince ancora ad Arica il torneo internazionale.[10]
- 2021: in febbraio vince a Salamanca il torneo rapid VIII Centenario Universidad de Salamanca con 6 su 7, precedendo Eduardo Iturrizaga e David Antón Guijarro.[11]